# 제인 모딘
제인 모딘(Jayne Modean, 1958년 10월 15일 ~ )은 미국의 배우, 모델, 텔레비전 배우, 영화배우이다.
하트퍼드에서 태어났다.

## 영화
- 하우스 2 (1987년)
- 검은 독수리 (1986년)
- 스프링 브레이크 (1983년)
- SOS 특급작전 (1983년)